# Lambert Joseph von Babo
Lambert Joseph Leopold Reichsfreiherr von Babo (* 26. Oktober 1790 in Mannheim; † 20. Juni 1862 in Weinheim, Bergstraße) war ein deutscher Agronom und Vinologe.

## Leben

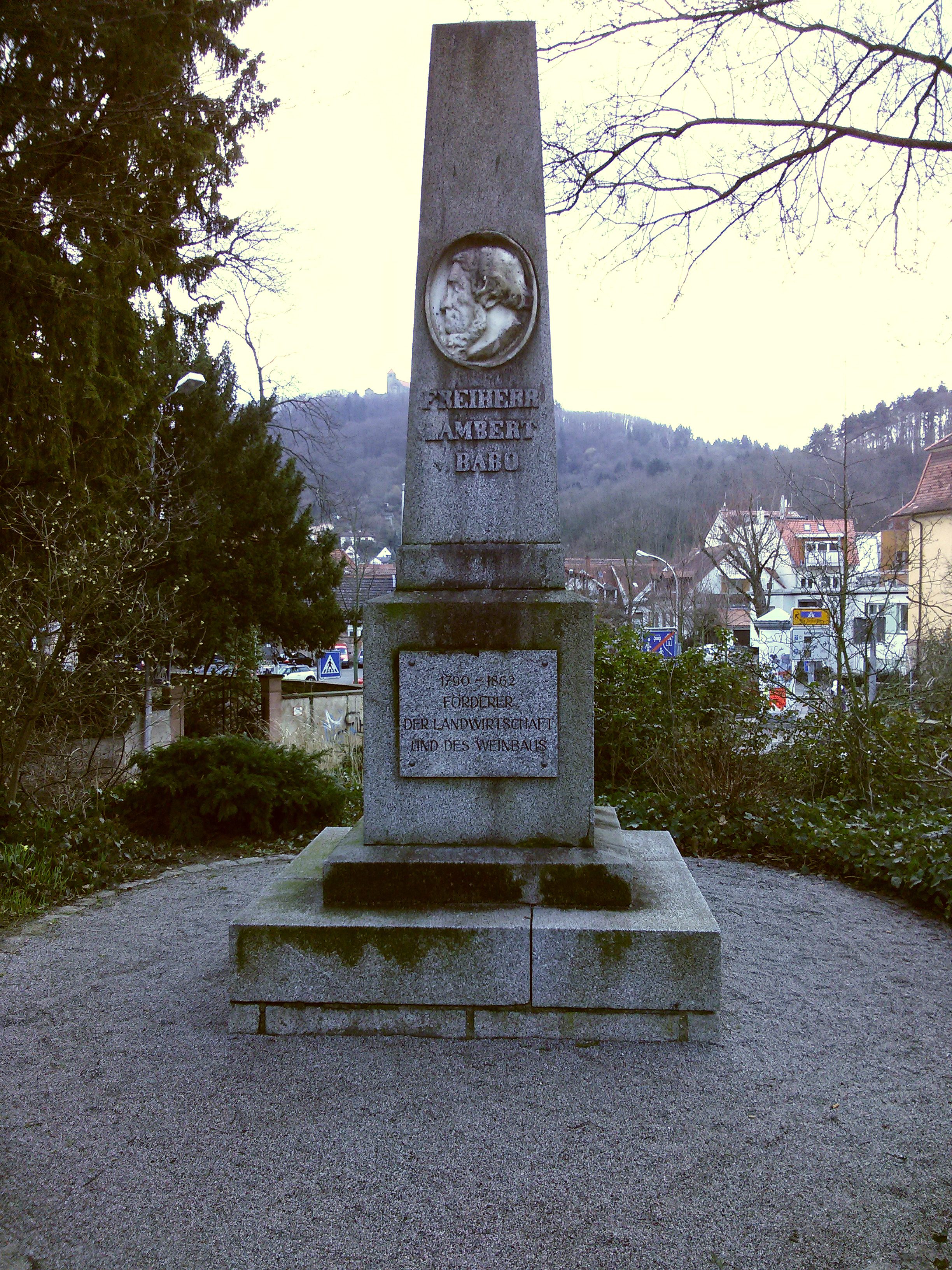
Denkmal für Lambert von Babo in Weinheim a. d. Bergstraße

Reichsfreiherr von Babo war der Sohn des Reichsfreiherrn Johann Lambert von Babo und dessen Ehefrau Maria Anna Cordula Satorius. Nach dem Abitur begann Babo Jura zu studieren. Bald aber schon wechselte er zur Landwirtschaft und wurde dort Schüler von Albrecht Daniel Thaer.
Anschließend ließ er sich als Gutsbesitzer in Weinheim nieder. Dort heiratete er am 14. November 1816 Karoline Ehrmann. Mit ihr hatte er einen Sohn, den späteren Chemiker Lambert Heinrich von Babo. Babos erste Ehefrau starb 1820. Nach einem respektablen Trauerjahr heiratete Babo am 22. Juli 1822 Eleonore Emilie Geib (* 11. Oktober 1801; † 2. April 1867), Schwester des Juristen Karl Gustav Geib. Mit ihr hatte er drei Söhne (August Wilhelm, Karl und Lambert).
Als Gutsbesitzer wurde er Mitglied der Zentralstelle des badischen landwirtschaftlichen Vereins und 1832 gründete er zusammen mit Johann Christian Metzger den landwirtschaftlichen Vereinsgarten. Auf diesem Versuchsgelände wurden hauptsächlich Sämereien getestet und gezüchtet.
Aber auch Versicherungen für den Viehbestand und landwirtschaftliche Sparkassen regte Babo an oder war als Mitbegründer hier tätig.

## Werke
- Ackerbauchemie für den Landmann (1851)
- Anleitung zur chemischen Untersuchung des Bodens (1843)
- Die Hauptgrundsätze des Ackerbaus (1851)
- Kurze Anleitung zur Wiesenkultur (1830)
- Die Wein- und Tafeltrauben des deutschen Weinbergs in Gärten (1836). urn:nbn:de:bvb:355-ubr00133-4.
- Der Weinstock und seine Varietäten (1844). urn:nbn:de:bvb:355-ubr00054-4.
- (mit Karl Heinrich Rau): Ueber die Zehntablösung. Verhandlungen in der Neckarkreisabtheilung des Baden’schen landwirthschaftlichen Vereins. Heidelberg: Winter, 1831